# Nicolas Devilder
Nicolas Devilder (* 25. März 1980 in Dax, Landes) ist ein ehemaliger französischer Tennisspieler.

## Karriere
Devilder war vor allem auf der Challenger Tour erfolgreich. Zwischen 2005 und 2008 gewann er insgesamt neun Titel im Einzel. 2005 und 2010 kamen außerdem zwei Titel im Doppel hinzu. Auf der ATP World Tour konnte er im Einzel keine größeren Erfolge erzielen, im Doppel hingegen konnte er sich einen Titel sichern. 2008 gewann er an der Seite von Paul-Henri Mathieu das Turnier in Bukarest gegen die Polen Mariusz Fyrstenberg und Marcin Matkowski. Bei den French Open erreichte er 2012 im Einzel die dritte Runde, in der er am späteren Finalisten Novak Đoković scheiterte. Im Doppel kam Devilder bei einem Grand-Slam-Turnier nie über die zweite Runde hinaus. In beiden Disziplinen ging er bei allen vier Grand-Slam-Turnieren an den Start.

## Erfolge
| Legende (Anzahl der Siege)  |
| Grand Slam                  |
| ATP World Tour Finals       |
| ATP World Tour Masters 1000 |
| ATP World Tour 500          |
| ATP World Tour 250 (1)      |
| ATP Challenger Tour (11)    |

### Einzel

#### Turniersiege
| Nr. | Datum            | Turnier        | Belag     | Finalgegner           | Ergebnis         |
| --- | ---------------- | -------------- | --------- | --------------------- | ---------------- |
| 1.  | 14. August 2005  | Pamplona       | Hartplatz | David Guez            | 6:2, 6:1         |
| 2.  | 8. April 2006    | Monza          | Sand      | Flavio Cipolla        | 6:2, 7:5         |
| 3.  | 30. April 2006   | Bergamo        | Sand      | Werner Eschauer       | 1:6, 7:5, 6:4    |
| 4.  | 17. Juni 2006    | Košice         | Sand      | Gorka Fraile          | 6:0, 6:1         |
| 5.  | 6. August 2006   | Timișoara      | Sand      | Pablo Santos González | 7:6, 6:2         |
| 6.  | 28. Oktober 2007 | Belo Horizonte | Sand      | Marcel Granollers     | 6:2, 6:74, 7:66  |
| 7.  | 22. Juni 2008    | Braunschweig   | Sand      | Sergio Roitman        | 6:4, 6:4         |
| 8.  | 29. Juni 2008    | Constanța      | Sand      | Adrian Ungur          | 6:3, 6:75, 7:610 |
| 9.  | 27. Juli 2008    | Posen          | Sand      | Björn Phau            | 7:5, 6:0         |

### Doppel

#### Turniersiege

##### ATP World Tour
| Nr. | Datum              | Turnier  | Belag | Partner            | Finalgegner                          | Ergebnis            |
| --- | ------------------ | -------- | ----- | ------------------ | ------------------------------------ | ------------------- |
| 1.  | 13. September 2008 | Bukarest | Sand  | Paul-Henri Mathieu | Mariusz Fyrstenberg Marcin Matkowski | 7:64, 6:79, [22:20] |

##### ATP Challenger Tour
| Nr. | Datum          | Turnier | Belag     | Partner                | Finalgegner                    | Ergebnis         |
| --- | -------------- | ------- | --------- | ---------------------- | ------------------------------ | ---------------- |
| 1.  | 23. April 2005 | Monza   | Sand      | Olivier Patience       | Massimo Bertolini Uros Vico    | 7:5, 6:4         |
| 2.  | 8. Januar 2010 | Nouméa  | Hartplatz | Édouard Roger-Vasselin | Flavio Cipolla Simone Vagnozzi | 5:7, 6:2, [10:6] |